# Borger-Odoorn
Borger-Odoorn  è una municipalità dei Paesi Bassi di 26 075 abitanti situata nella provincia di Drenthe.